# Solanderia secunda
Solanderia secunda är en nässeldjursart som först beskrevs av Inaba 1892.  Solanderia secunda ingår i släktet Solanderia och familjen Solanderiidae. Inga underarter finns listade i Catalogue of Life.